# Zoë Haas
Zoë Haas (* 24. Januar 1962 in Calgary, Alberta) ist eine ehemalige Schweizer Skirennfahrerin.

## Biografie
Die in Kanada geborene Schweizerin gehörte viele Jahre zu den besten Skirennfahrerinnen in den Disziplinen Abfahrt, Riesenslalom und  Super-G. In ihrer Karriere konnte sie zwei Weltcuprennen gewinnen: mit Startnummer 37 die Abfahrt von Puy-Saint-Vincent (1984) und mit der Startnummer 24 den Super-G von Lech (1988). Als Bestergebnis steht im Riesenslalom ein 2. Platz zu Buche: Berchtesgaden (1982) hinter Christin Cooper.
Bei Weltmeisterschaften konnte Haas mehrmals nicht teilnehmen: 1982 verstauchte sie sich das Fussgelenk nach einem Sturz über eine Hoteltreppe, 1985 renkte sie sich bei einem Trainingssturz die Schulter aus. Zwar wurde sie am 1. Februar 1987 in der Abfahrt Elfte, danach hatte sie erneut einen Zwischenfall beim Skifahren, womit sie den Super-G nicht mehr bestreiten konnte. 1989 kam sie nur im Riesenslalom zum Einsatz, schied aber aus. Bei den Olympischen Spielen 1988 in Calgary verzeichnete sie im Training am 16. Februar für die zwei Tage später geplante (tatsächlich erst am 19. Februar ausgetragene) Abfahrt einen Sturz, bei dem sie eine leichte Gehirnerschütterung und Prellungen am ganzen Körper davontrug. Sie konnte sich aber bis zum Super-G am 22. Februar erholen und Rang 7 erringen.
Bei den Weltmeisterschaften 1991 in Saalbach-Hinterglemm verfehlte sie im Super-G als Vierte die Medaillenränge knapp. In ihrem letzten Weltcuprennen, dem Super-G von Crans-Montana, belegte sie im März 1992 hinter Carole Merle und Merete Fjeldavlie den 3. Platz. Der breiteren Öffentlichkeit wurde sie dadurch bekannt, dass sie auf ihrem Helm einen grossen Aufkleber in Form eines Spiegeleis geklebt hatte. Dadurch sollten sie ihre Eltern bei Fernsehübertragungen von Rennen besser erkennen. In den späteren Jahren ihrer Karriere verzichtete sie darauf und ersetzte das Spiegelei durch einen «Zoe»-Schriftzug.
Zoë Haas arbeitet als Lehrerin an der Berufsfachschule in Stans.